# فایرفلای (مجموعه تلویزیونی)
فایرفلای (به انگلیسی: Firefly) یک مجموعه تلویزیونی ۱۴ قسمتی ساخته شده توسط شبکه فاکس در سال ۲۰۰۲ و ۲۰۰۳ بود.
داستان این سریال از سال ۲۵۱۷، پس از ورود انسان‌ها به یک منظومه جدید آغاز می‌شود و در ادامه به ماجرای خدمه‌های سفینه فضایی می‌پردازد. این گروه ۹ نفره به تاریکی فضا نگاه می‌کنند و هرکدام از دریچه نگاه خود چیزی متفاوت از دیگران می‌بینند.